# Emil Christian Hansen

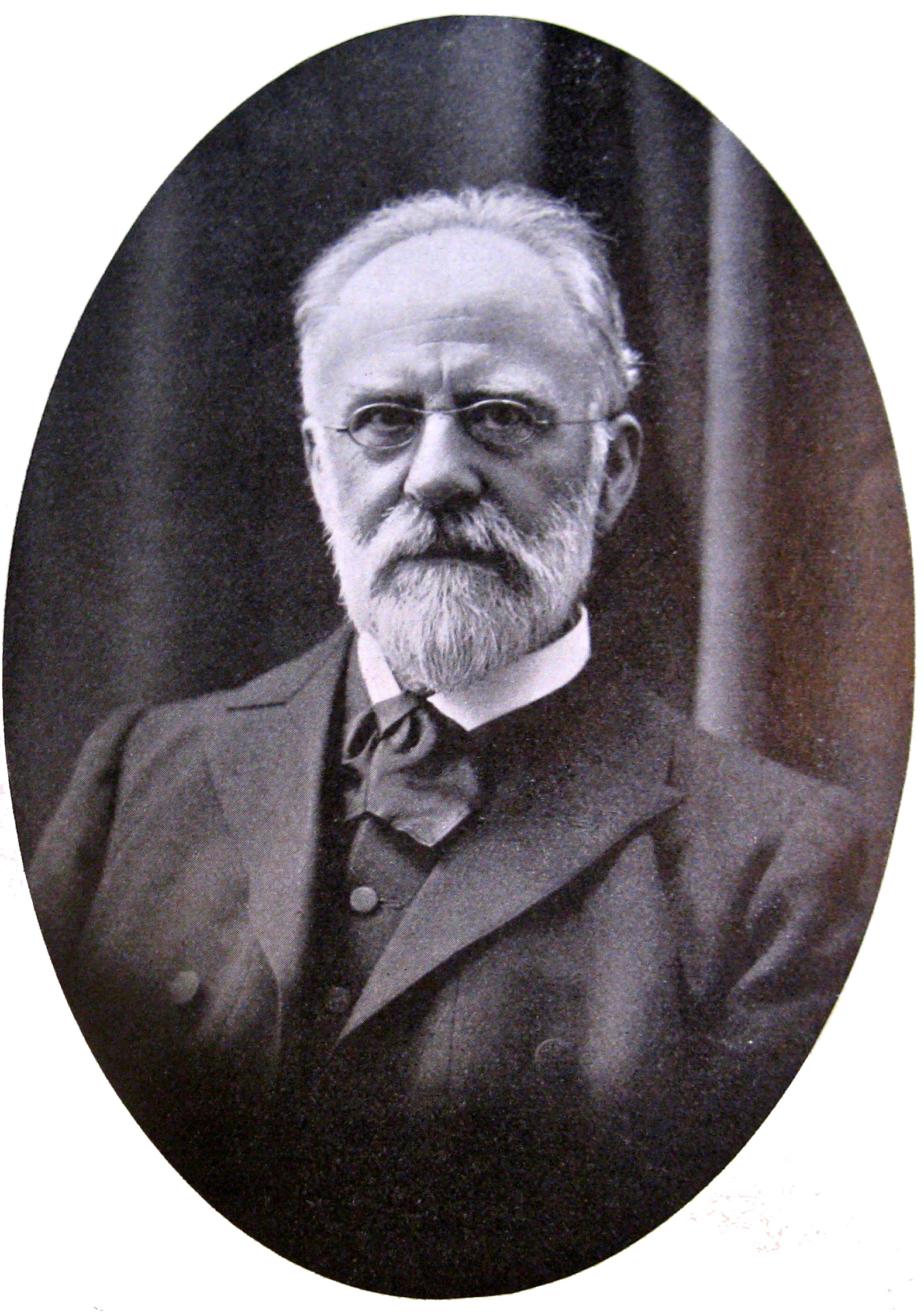
Emil Christian Hansen

Emil Christian Hansen (ur. 1842, zm. 1909) – duński botanik i mikrobiolog. Prowadził prace nad fizjologią oraz fermentacją drożdży. Jako pierwszy wyodrębnił czystą kulturę drożdży Saccharomyces cerevisiae.
W naukowych nazwach utworzonych przez niego taksonów dodawany jest skrót jego nazwiska E.C. Hansen.